# Dichaetophora carinata
Dichaetophora carinata är en tvåvingeart som först beskrevs av Bock 1982.  Dichaetophora carinata ingår i släktet Dichaetophora och familjen daggflugor. Inga underarter finns listade i Catalogue of Life.